# ناو کلاس سوما
کروزر کلاس ساما (به انگلیسی: Suma-class cruiser) یک کلاس از کشتی است که طول آن ۹۳٫۵ متر (۳۰۶ فوت ۹ اینچ) می‌باشد.